# El cel roig
El cel roig (alemany: Roter Himmel) és una pel·lícula dramàtica alemanya del 2023 dirigida per Christian Petzold, protagonitzada per Thomas Schubert, Paula Beer, Langston Uibel i Enno Trebs. El film se centra en quatre persones que comparteixen una casa de vacances al mar Bàltic. S'ha subtitulat al català.
La pel·lícula va guanyar el Gran Premi del Jurat de l'Os de Plata al 73è Festival Internacional de Cinema de Berlín, on es va projectar per primer cop el 22 de febrer de 2023. Es va estrenar als cinemes d'Alemanya el 20 d'abril del mateix any. L'agost, va ser preseleccionada com a candidata alemanya per a l'Oscar a la millor pel·lícula de parla no anglesa per a la 96a edició dels premis.